# Wila
Wila es una comuna suiza del cantón de Zúrich, situada en el distrito de Pfäffikon. Limita al este con la comuna de Turbenthal, al sureste con Fischingen (TG) y Sternenberg, al sur con Bauma, y al oeste con Wildberg.